# Walter Signer
Walter Signer (Zurique, 25 de maio de 1937) é um ex-ciclista suíço. Signer foi membro da equipe suíça de ciclismo que competiu na perseguição por equipes de 4 km em pista nos Jogos Olímpicos de Verão de 1960 em Roma.